# Брайович, Милош
Милош Брайович (серб. Милош Брајовић; 2 августа 1996, Панчево, Союзная Республика Югославия) — футболист, защитник сербского клуба «Пролетер» (Нови-Сад).

## Клубная карьера
Милош является воспитанником белградской «Црвены Звезды». В составе молодёжной команды принимал участие в Турнире Вияреджо 2013.
26 мая 2013 года дебютировал в составе «Црвены Звезды», выйдя на замену в заключительном туре сезона 2012/13 против «Войводины». В сентябре 2014 защитник был отдан в аренду в «Динамо» из его родного города, Панчево, выступающее в третьем футбольном дивизионе Сербии.
В январе 2015 года защитник присоединился к молодёжной команде ОФК. Летом 2015 года перешёл в клуб второго словацкого дивизиона «Сенец», год спустя вернулся в Сербию, в клуб «Колубара». Сыграв 19 матчей за сезон, Милош перешёл в «Пролетер» (Нови-Сад).

## Карьера в сборной
Брайович с 2011 по 2012 выступал за юношескую сборную Сербии (до 16 лет). 25 сентября 2012 он провёл первую игру за сборную до 17 лет в отборочной встрече Чемпионата Европы против сверстников из Армении. 10 октября 2014 Милош дебютировал в сборной Сербии до 19 лет в игре квалификации к Чемпионату Европы 2015 против сборной Сан-Марино.